# Clément Maurice

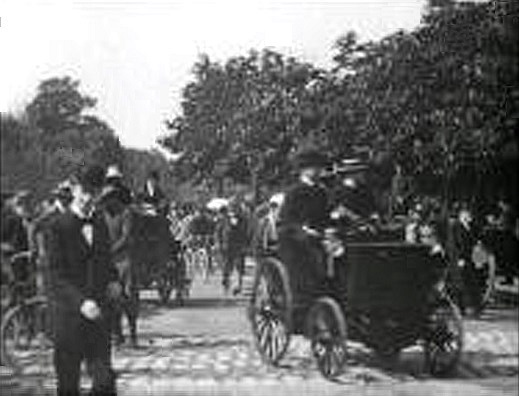
Un fotogramma della Paris-Meulan del 1896 pubblicata nei cinema nel 1899 in cui Clément Maurice è l'operatore

Clément Maurice pseudonimo di Clément-Maurice Gratioulet (Aiguillon, 22 marzo 1853 – Sanary-sur-Mer, 15 luglio 1933) è stato un regista, produttore cinematografico e fotografo francese.

## Filmografia

### Regista e produttore
- Cyrano de Bergerac - cortometraggio (1900)
- Le Duel d'Hamlet - cortometraggio (1900)
- Madame Sans-Gêne - cortometraggio (1900)
- Sylvia - cortometraggio (1900)

### Produttore
- Little Tich et ses 'Big Boots', regia di Alice Guy - cortometraggio (1900)

- Jules Moy - cortometraggio (1900)
- Mariette Sully - cortometraggio (1900)
- Mily Mayer - cortometraggio (1900)
- Chasles - cortometraggio (1900)
- Cossira - cortometraggio (1900)
- Don Juan - cortometraggio (1900)
- L'Enfant prodigue - cortometraggio (1900)
- Falstaff - cortometraggio (1900)
- Feraudy - cortometraggio (1900)

### Regista
- Voitures automobiles - cortometraggio (1896)
- Romeo and Juliet - cortometraggio (1900)
- Séparation des soeurs siamoises Radika et Dodika par le docteur Doyen - cortometraggio (1902)
- L'Inutile sacrifice - cortometraggio (1911)

### Direttore della fotografia
- La Dame aux camélias, regia di André Calmettes e Henri Pouctal (1912)
- La regina Elisabetta (Les Amours de la reine Élisabeth), regia di Henri Desfontaines e Louis Mercanton (1912)

## Curiosità
- Nel marzo del 1898 ha vinto il primo premio cinematografico della storia del cinema con un film di quindici minuti di "un soggetto con un movimento girato a Monaco[1]".
- Nel 1902 filmò un'operazione di separazione chirurgica di gemelli siamesi effettuata dal dottor Eugene-Louis Doyen[2].